# Koski Tl
Pour les articles homonymes, voir Koski.
Koski Tl est une municipalité du sud-ouest de la Finlande, dans la province de Finlande occidentale et la région de Finlande du Sud-Ouest.

## Étymologie
Si koski signifie les rapides en finnois, les lettres Tl signifient à l'origine Turun ja Porin lääni, province de Turku et Pori. Il existait en effet à l'origine un autre Koski, dans le Häme, logiquement nommé Koski Hl (Hämeen lääni). En 1995, Koski Hl a été renommée Hämeenkoski, et les anciens lääni ont disparu lors de la réforme de 1997 qui a créé les nouvelles régions et provinces. Koski est donc la seule commune à porter ce nom, mais a néanmoins conservé formellement le Tl.

## Géographie
La commune est majoritairement plane et agricole, traversée par la rivière Paimionjoki. Le petit centre administratif se situe sur la route des taureaux, l'ancienne route médiévale qui reliait Turku à Hämeenlinna. La route nationale 10 qui effectue ce même trajet aujourd'hui passe également à proximité. Les 18 autres villages sont encerclés par les champs.
Les municipalités entourant la commune sont Somero à l'est, Kuusjoki au sud, Marttila à l'ouest et Mellilä au nord.

## Administration

### Conseil municipal
Les sièges des 21 conseillers municipaux sont répartis comme suit :
| Parti | Parti                              | Sièges 2013–2016 | Sièges 2021–2025 |
| ----- | ---------------------------------- | ---------------- | ---------------- |
|       | Parti social-démocrate de Finlande | 2                | 3                |
|       | Vrais Finlandais                   | 1                | 3                |
|       | Parti de la Coalition nationale    | 4                | 3                |
|       | Parti du centre                    | 14               | 11               |
|       | Ligue verte                        | 0                | 1                |

## Transport
Koski Tl est traversée par route nationale 10 qui relie Turku à Hämeenlinna.

## Démographie
Depuis 1980, l'évolution démographique de Koski Tl est la suivante, :
| Année      | 1980  | 1985  | 1990  | 1995  | 2000  | 2005  |
| ---------- | ----- | ----- | ----- | ----- | ----- | ----- |
| population | 2 878 | 2 898 | 2 803 | 2 685 | 2 550 | 2 528 |

| Année      | 2010  | 2015  | 2020  |
| ---------- | ----- | ----- | ----- |
| population | 2 436 | 2 399 | 2 307 |

## Personnalités
- Jukka Alihanka (1949–2013),
- Olavi Hurmerinta (1928–2015),
- Urho Kittilä (1897–1977),
- Yrjö Liipola (1881–1971),
- Martti Tiuri (1925–2016),
- Yrjö Toivonen (1890–1956),
- Kaarlo Tuominen (1908–2006)

## Galerie

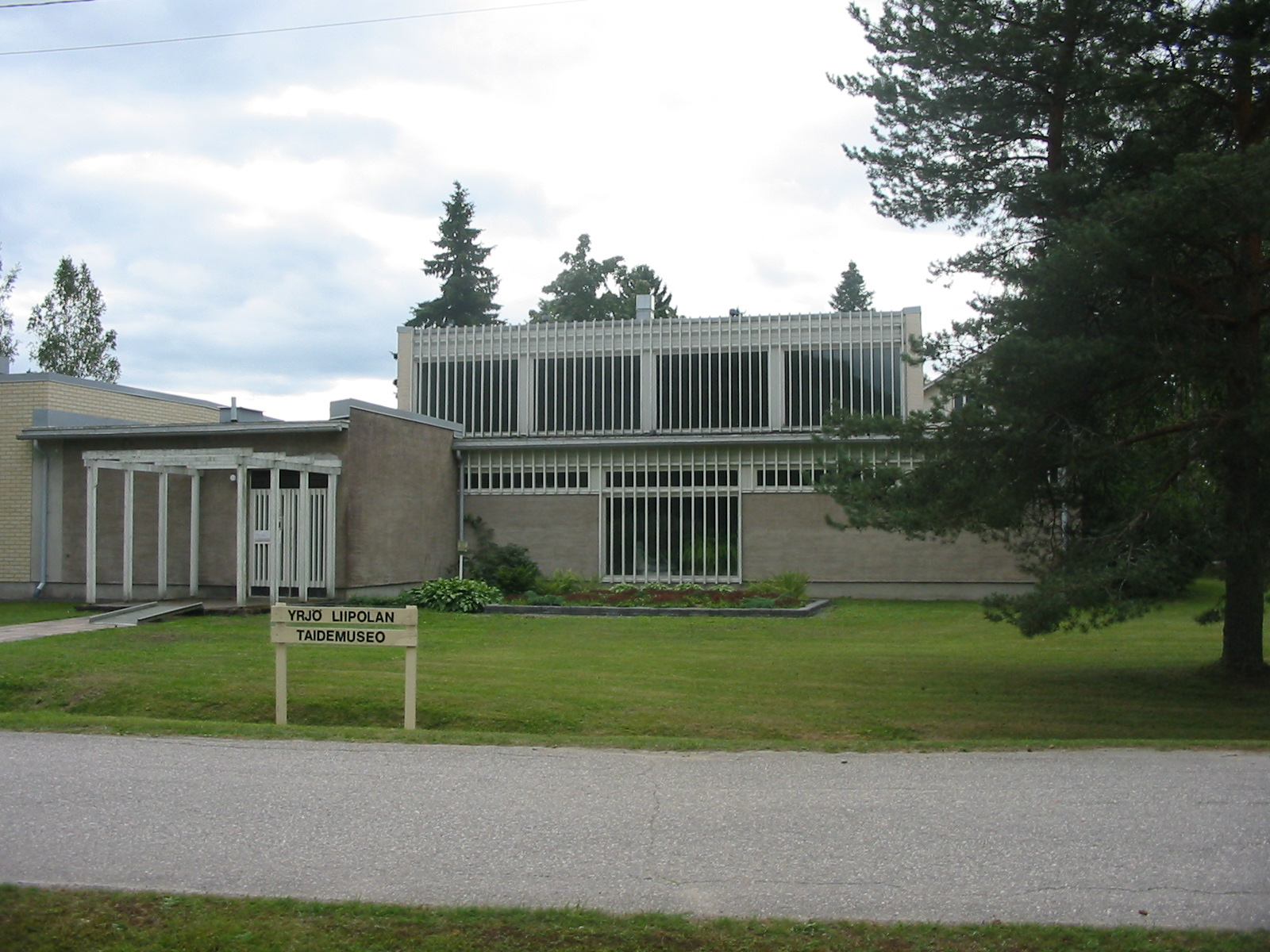
Le musée d'Art Yrjö Liipola.
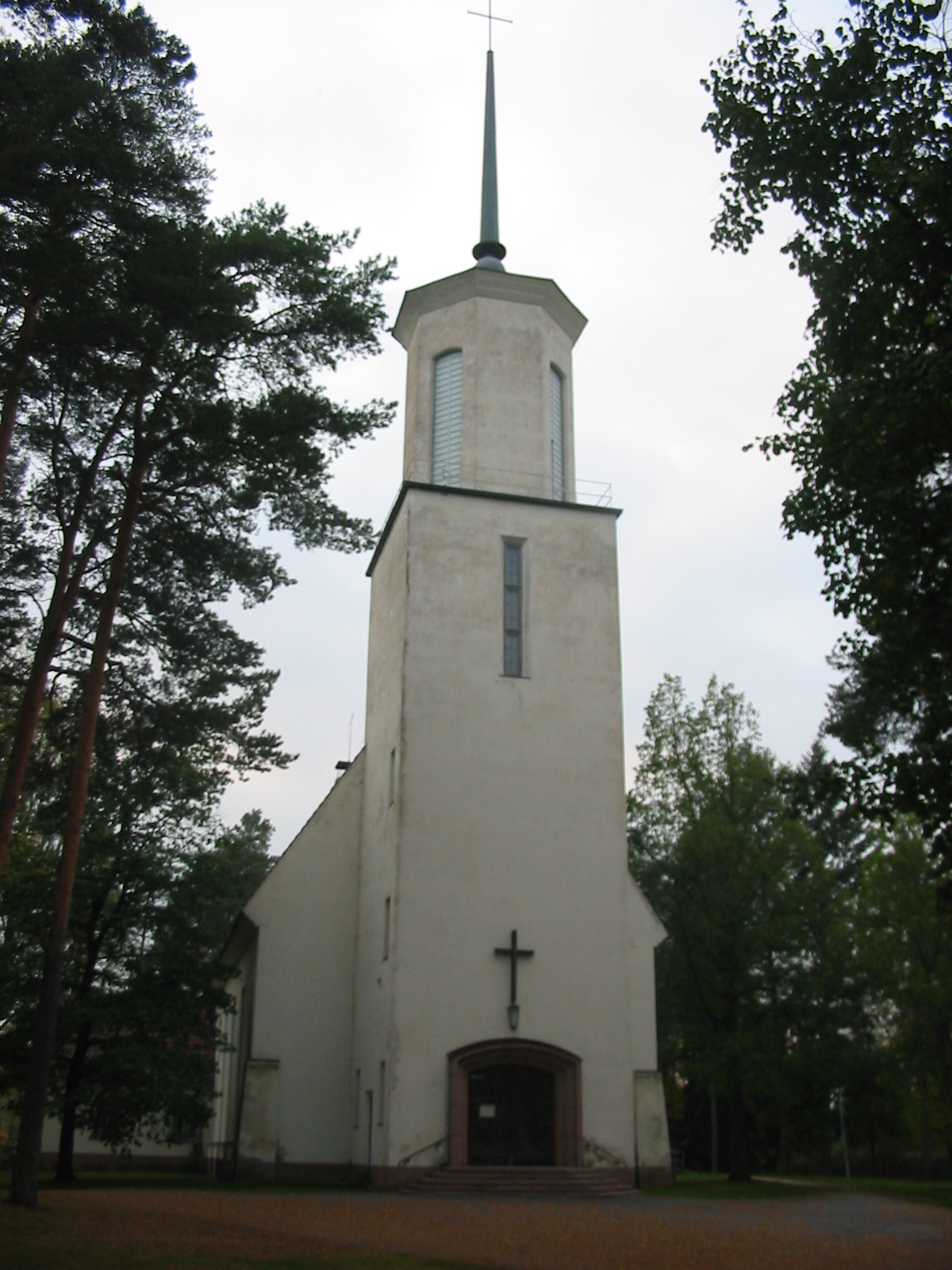
L'Église de Koski Tl
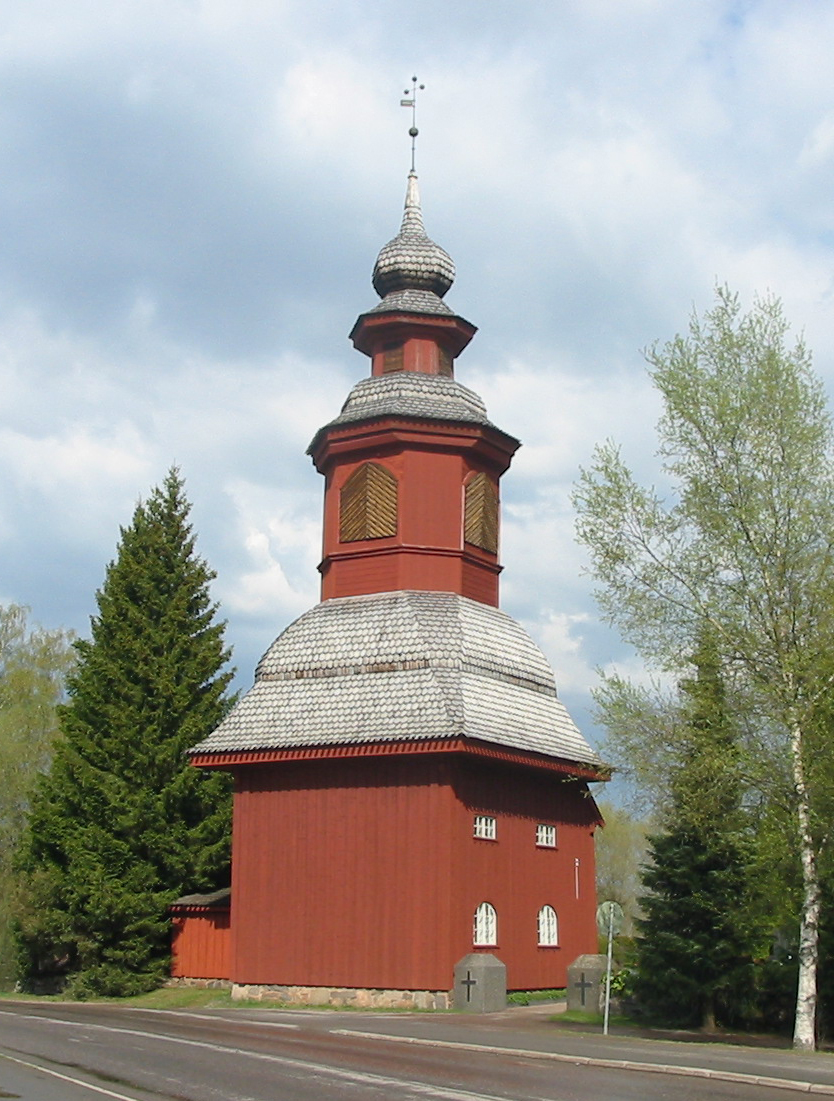
Le clocher.